# حفيظة غاية أركان
حفيظة غاية أركان (بالتركية: Hafize Gaye Erkan) (اسطنبول 1982-) اقتصادية ومصرفية ومهندسة تركية ، وهي رئيسة البنك المركزي التركي. تخرجت في جامعة بوغازجي وواصلت تعليمها في الولايات المتحدة الأمريكية وشغلت عدة مناصب عالية في عدد من الشركات قبل أن تصبح رئيسة البنك المركزي التركي في 9 يونيو من عام 2023 ضمن حكومة الرئيس التركي رجب طيب أردوغان.وفي2 فيراير 2024 استقالة من منصبها كرئيسة للبنك المركزي التركي حيث صرحت ببيان على منصة (X - تويتر سابقاً) "على الرغم من كل هذه التطورات الإيجابية، وكما هو معروف للعامة، فقد تم مؤخراً تنظيم حملة كبيرة لاغتيال سمعتي. ومن أجل منع أسرتي وطفلي البريء، الذي لم يبلغ من العمر حتى سنة ونصف، من التعرض لمزيد من هذه العملية، طلبت من الرئيس أن يعفيني من واجبي، الذي كنت أقوم به بكل فخر منذ اليوم الأول".